# Ладвуши
Ладвуши — деревня в Коськовском сельском поселении Тихвинского района Ленинградской области.

## Название
Происходит от слова вепс. ladv и означает верховье реки.

## История
Деревня Ладвуши (Часовенская) упоминается на «Специальной карте западной части России» Ф. Ф. Шуберта 1844 года.

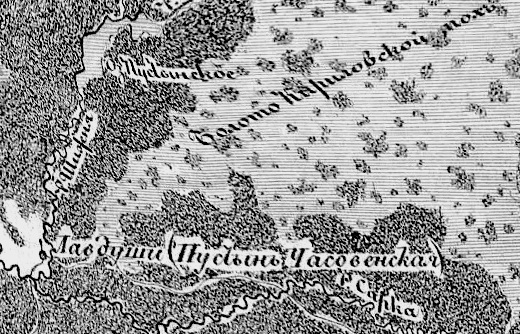
Деревня Лавдуши (Пустынь Часовенская) на семитопографической карте Новгородской губернии 1847 года

ЛАДВУШИ (ЧАСОВЕНСКАЯ, ПУСТЫНЬ-ЧАСОВЕНСКАЯ) — деревня Ладвушского общества, прихода Шиженского погоста. Река Шижна. 

Крестьянских дворов — 17. Строений — 34, в том числе жилых — 25. 

Число жителей по семейным спискам 1879 г.: 53 м. п., 48 ж. п.; по приходским сведениям 1879 г.: 55 м. п., 45 ж. п.

В конце XIX — начале XX века деревня административно относилась к Саньковской волости 1-го земского участка 2-го стана Тихвинского уезда Новгородской губернии.

ЛАДВУШИ (ЧАСОВЕНСКАЯ, ПУСТЫНЬ ЧАСОВЕНСКАЯ) — деревня Ладвушского общества, дворов — 26, жилых домов — 25, число жителей: 80 м. п., 76 ж. п. 

Занятия жителей — земледелие, лесные промыслы. Река Шижна. Часовня. (1910 год)

С 1917 по 1918 год деревня Ладвуши входила в состав Саньковской волости Тихвинского уезда Новгородской губернии. 
С 1918 года в составе Череповецкой губернии.
С 1924 года в составе Прогальской волости.
С 1927 года в составе Ладвушского сельсовета Тихвинского района.
В 1928 году население деревни Ладвуши составляло 174 человека.
Согласно карте Ленинградской области Северо-западного аэрогеодезического треста ГГУ издания 1932 года деревня насчитывала 22 крестьянских двора. В деревне находилась часовня.
По данным 1933 года деревня Ладвуши входила в состав Шиженского сельсовета.
В 1958 году население деревни Ладвуши составляло 132 человека.
По данным 1966, 1973 и 1990 годов деревня Ладвуши также входила в состав Шиженского сельсовета.
В 1997 году в деревне Ладвуши Шиженской волости проживали 27 человек, в 2002 году — 24 человека (все русские).
В 2007 году в деревне Ладвуши Коськовского СП проживали 11 человек, в 2010 году — 10.

## География
Деревня расположена в северо-западной части района на автодороге соединяющей автодорогу 41А-009 и деревню Ладвуши.
Расстояние до административного центра поселения — 18 км.
Расстояние до ближайшей железнодорожной станции Тихвин — 77 км.
Деревня находится на реке Шижня.

## Демография
| 2007 | 2010 | 2017 |
| ---- | ---- | ---- |
| 11   | ↘10  | ↗11  |

### Национальный состав
Согласно данным Всероссийской переписи населения 2021 года в деревне проживали 8 человек, из них:
 русские — 7, армяне — 1 человек.

## Улицы
Ольгина Гора, Человенская.